# Spišská komora

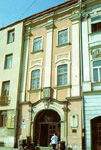
Zbytek bývalého paláce Spišské komory na Hlavní ulici v Košicích

Spišská komora (německy Zipser kammer, latinsky Camera Scepusiensis, maďarsky Szepesi Kamara) nebo vzácněji Košická komora (1557–1567 Administrace hornouhorských příjmů) byla finančně-správní instituce pověřená správou královského majetku a vybíráním příjmů v severovýchodní oblasti Uherského království, označované jako Horní Uhry, v období let 1539/1555/1567–1848. 

## Dějiny
Předchůdcem Spišské komory v středověku byla Královská komora v Košicích, jejíž činnost byla přerušena obsazením města vzdorokrálem Janem Zápolským v roce 1536. Pro komplikovanost politického vývoje a odlehlost Horních Uher byla pro župy za a před Tisou opět ustavena v roce 1539 zvláštní komora uherské komory se sídlem na Šarišském hradě - správcem hornouhorských příjmů byl Šarišský kapitán Juraj Werner. V roce 1554 mu byl přidělen odborný pracovník. O rok později Werner přesídlil do Prešova, kde získal titul správce hornouhorských královských příjmů (latinsky proventuum regiorum partium Regni superiorum administrator). Od poloviny 50. let už byl úřad de facto nezávislý na uherské komoře, protože ta již nevykazovala příjmy z Horních Uher. V roce 1557 dostal Werner dalšího odborného pracovníka, pokladníka a písaře a od téhož roku jeho úřad nesl název Administrace hornouhorských příjmů (něm. Administration der oberungarischen Einkommen). 
Po bojích s Turky a Sedmihradskem v letech 1565/66 prosazoval hornuherský hlavní kapitán oficiální osamostatnění úřadu. Proto 1. dubna 1567 Maxmilián II. založil pod názvem Spišská komora (podle bohaté Spišské župy) relativně samostatnější úřad a jeho sídlo přemístil do Košic. Prvním předsedou komory se stal csanádsky biskup. Spišská komora zůstala formálně podřízena té uherské. V roce 1571 dostal úřad nové podrobné pokyny pro svou činnost, v jeho čele od té doby stanuli finanční odborníci ze šlechtických kruhů. Od konce 70. let už úřad pracoval zcela nezávisle na uherské komoře. Na druhé straně však byl pod značným vlivem hornouherského hlavního kapitána.
Po porážce Turků koncem 17. století došlo k značným změnám v pravomocech (i územní vymezenosti) úřadu. V souvislosti se vznikem ministerstev byla Spišská komora zrušena v roce 1848.

## Působnost
Spišská komora byla od 80. let 16. stol. podřízena Dvorské komoře ve Vídni. V jejím čele stál prefekt, kterému pomáhali rádci a jiný úřednický personál. Komora vybírala třicátek, urburu, státní a vojenské daně a census od míst. Také spravovala komorské majetky nebo majetky v dočasné komorské správě. 
Do její kompetence spadalo 26 žup severně a jižně od řeky Tisy. Během 16. a 17. století však značnou část území, která měla ve své jurisdikci, obsadili Turci. Na konci 16. stol. spravovala proto de facto 13 žup hornouherského hlavního kapitanátu (župy Spiš, Šariš, Abov, Turňa, Gemer, Zemplín, Uh, Borsod, Sabolč, Satumár, Bereg, Ugoča, Heves), přičemž z území dnešního Slovenska do ní patřily i svobodná královská města, jakými byla např. Košice, Prešov, Levoča, Sabinov, Bardejov a třicátkové stanice ve městech Kežmarok, Levoča, Stará Ľubovňa, Prešov, Košice, Bardejov, Stropkov, Humenné a Vranov nad Topľou. 
V letech 1690–1747 spravovala prostřednictvím Vrchního inšpektorského úřadu ve Smolníku i erární doly, hutě a hamry v Smolníku, Gelnici, Štósu a Švedláru. Určitý čas měla ve své správě i solné doly a varny soli v Solivaru u Prešova. V 30.-40. letech 18. století organizovala monopol na výkup mědi od soukromých podnikatelů.